# 安明進
安明進（韓語：안명진，1968年—），前北韓間諜，後來逃亡到南韓。由於他聲稱親眼目睹幾名被北韓綁架的日本公民，因此是朝鲜绑架日本人问题的重要人證。

## 經歷
安明進出生於北韓，並在金正日政治軍事大學畢業。完成學業後，他被委派到朝鮮勞動黨中當間諜。1993年，他越過三八線後向南韓軍方投降而成功脫北。1997年，他在首爾(當時還稱為漢城)召開記者會，聲稱在1991年初在金正日政治軍事大學親見到橫田惠、田口八重子和市川修一等11名不知所終的日本人﹔2005年，他在日本眾議院又召開了同類的見證會。安明進的言論在日本引發了轟動，也觸發起日本政府開始展開追查。隨後，安明進加入大韓民國國家情報院工作。
2007年7月9日，安明進由於從中國帶由北韓製的興奮劑進入南韓而被逮捕。其後，他向記者表示之前他看到日本人質的消息全為子虛烏有，他之所以說謊是為了賺取從訪問得來的「資訊費」。同年8月，安明進在一審中被判入獄4年6個月，在上訴後改為3年。2010年，安明進獲釋。之後，他在一間煤氣公司工作，又不時到日本接受訪問。

## 資料來源
1. ↑  "前北韓間諜稱被北綁架的日本人超過30人"  《朝鮮日報》中文版 2005 07 28
2. ↑  "「安明進逮捕」の衝撃" 2007 07 10 《THE JOURNAL》